# Lorenz Wilhelm von Haselberg
Lorenz Wilhelm von Haselberg, auch Laurentius Wilhelm, geadelt 1810 (* 15. Dezember 1764 in Greifswald; † 9. Januar 1844 ebenda) war ein deutscher Mediziner und Hochschullehrer an der Universität Greifswald.

## Leben
Lorenz Wilhelm Haselberg war der Sohn des Landsyndikus Peter Matthias Haselberg (1712–1780) und dessen Frau Amalia, Tochter des Theologen Laurentius Stenzler. Er besuchte die Große Stadtschule und studierte von 1780 bis 1782 in Greifswald bei Carl Friedrich Rehfeld, Christian Ehrenfried Weigel und Bernhard Christian Otto. Anschließend setzte er sein Studium bis 1784 an der Universität Göttingen bei August Gottlieb Richter und Johann Friedrich Blumenbach fort. Nach seiner Promotion Anfang 1785 in Göttingen unternahm er mehrere Reisen nach Wien und Paris. 1786 habilitierte er sich in Greifswald, wo er Ende Juni 1788 Adjunkt und im Alter von 24 Jahren im November des gleichen Jahres ordentlicher Professor der Arzneigelehrsamkeit wurde. Er lehrte Chirurgie, Geburtshilfe und Augenheilkunde und galt als sicherer Diagnostiker. Weiterhin befasste er sich mit Gerichtsmedizin und Hygiene. 1789 wurde er Assessor und war von 1806 bis 1818 Direktor des Gesundheitskollegiums. Daneben war er von 1795 bis 1818 Stadtphysicus von Greifswald.
Haselberg erhielt 1799 den Titel eines Königlich Schwedischen Archiaters. 1806 wurde er zum Ritter des Wasaordens ernannt. Am 12. November 1810 wurde er zusammen mit seinem Bruder Gabriel Peter von Haselberg in den erblichen schwedischen Adelsstand erhoben.
1821 zog er sich von seinen akademischen Ämtern zurück, war aber weiterhin als Arzt tätig. Er stand in guter Beziehung zum schwedischen und zum preußischen Hof.